# Selecta
Die Selecta Group AG (kurz: Selecta) ist ein international tätiges Unternehmen mit Hauptsitz in Cham ZG. Selecta wurde 1957 gegründet und hat sich von einem Betreiber klassischer Verkaufsautomaten zu einem Technologieunternehmen für den Verkauf Lebensmitteln und Kaffee in Selbstbedienung entwickelt. Ein weiterer Schwerpunkt ist die Versorgung mit Getränken und Mahlzeiten am Arbeitsplatz. 2023 beschäftigte die Gruppe rund 6.000 Mitarbeiter und erwirtschaftete einen Jahresumsatz von über 1,4 Milliarden Euro. Damit gehört Selecta zu den 500 grössten Unternehmen der Schweiz.

## Geschichte
Der Elektrotechniker Joseph Jeger entdeckte 1950 bei einer Reise in die USA die in der Schweiz noch völlig unbekannten Verkaufsautomaten. Zurück in der Schweiz erlangte er von seinem Arbeitgeber die Erlaubnis, solche Automaten in der Firma aufstellen zu dürfen. Mit seinen Ersparnissen beschaffte Jeger fünf Automaten aus den USA, die sich als äusserst beliebt erwiesen.
Da die importierten Fabrikate nach US-Normen gebaut waren, begann Jeger 1957 in Murten mit seinem ersten Mitarbeiter die importierten US-Automaten auf Schweizer Normen umzubauen – die umgerüsteten Automaten trugen damit erstmals den Namen Selecta. 1959 kaufte Jeger die Schweizerische Automatengesellschaft AG (SAG) für die Serienproduktion der Selecta-Automaten. In Zeiten der administrativen Versorgung wurden bei Selecta auch Zwangsarbeiter beschäftigt.
1985 übernahm die Merkur AG das Unternehmen, worauf die Umwandlung in die Merkur Holding AG erfolgte, die nun die Verkaufsautomaten-Sparte als Konzerntochter weiterführte. Mitte der 1990er-Jahre erfolgte eine Restrukturierung von Merkur, bei welcher 1996 der Name Valora Holding AG angenommen wurde. Als Teil der Restrukturierung wurde die Verkaufsautomaten-Sparte 1997 als Selecta Management AG verselbständigt und an die Schweizer Börse gebracht. 2001 erwarb die britische Compass Group die Aktienmehrheit an Selecta, die daraufhin vollständig übernommen wurde.
Im Mai 2007 übernahm ACP, ein Private-Equity-Fonds, der der Allianz zuzurechnen ist, den Automatenbetreiber für 772,5 Millionen britische Pfund (damals rund 1,1 Milliarden Euro) von der britischen Compass Group. Seit Dezember 2015 gehört Selecta zum Private-Equity-Unternehmen KKR.

## Unternehmensstruktur
Dachgesellschaft der Gruppe ist die heutige «Selecta Group AG». Sie fungiert als Holding für die «Selecta Group Management AG», die «Selecta Financing BV» und andere. Das operative Geschäft liegt in Landesgesellschaften, beispielsweise in der «Selecta Deutschland GmbH».
Die Unternehmensstruktur der Schweizer Kapitalgesellschaften wurde 2017 durch die Fusion mehrerer Tochtergesellschaften bereinigt. Im Rahmen weiterer Zusammenschlüsse wurde 2021 der Hauptsitz nach Cham ZG verlegt. Der Standort in Kirchberg BE blieb als Zweigniederlassung erhalten.
Das internationale Management der Selecta Group besteht aus Joe Plumeri (Executive Chairman), Christian Schmitz (CEO), Roland Ludwig (CTO), Martina Lambeck (CHRO), Jan Marck Vrijlandt (CCO), Jens van Beusekom (CPO), Nicole Charrière-Roos (CFO) und Jasprit Sahnsi (General Counsel).

## Produkte
Neben klassischen Verkaufsautomaten für den öffentlichen Raum bietet Selecta mittlerweile auch Imbissecken und Kaffeebars für Unternehmen, Kantinen, Kioske und Detailhändler an. Bekanntester Markenvertreter in der Schweiz, ist der variabel bestückbare Snackautomat Dublin, der an Haltestellen des öffentlichen Verkehrs, unbedienten Tankstellen, aber auch in Spitälern, Bildungs- und Freizeiteinrichtungen vorzufinden ist. Ebenfalls verbreitet ist der Heissgetränkeautomat Garda im Co-Branding mit Lavazza.
Für den Betrieb in Innenräumen umfasst das Angebot auch Kaltgetränke- und Frischwarenautomaten sowie Wasserspender. Spezifisch für Büros werden diverse Kaffeemaschinen angeboten, darunter landesabhängig auch Kaffeevollautomaten der Hersteller Jura oder WMF. Ebenfalls landesabhängig sind neben dem Kaffee der Eigenmarken Miofino und Pelican Rouge, auch Kaffeesorten von Lavazza, Nescafé und Starbucks verfügbar.
Bei den Kaffeebars handelt es sich um vollständig ausgestattete Selbstbedienungsmodule für Unternehmen, die sich visuell an den Kaffeemarken orientieren. In den meisten Selecta-Marktgebieten sind Nescafé und Starbucks on the go verfügbar, landesabhängig auch Lavazza oder Pelican Rouge.
Stark an Convenience Shops angelehnt sind die in diversen Grössen angebotenen Imbissecken mit intelligenten Kühlschränken. Das Convenience-Angebot wird in den meisten Ländern unter der Selecta-Eigenmarke Foodies Micromarket geführt, in den Niederlanden als Albert Heijn to go Foodmarket, in Belgien und Luxemburg als shop & go Delhaize, und in der Schweiz als Coop to go – Food Market. Teil des Schweizer Angebots in Zusammenarbeit mit Coop sind zudem vorgegarte Speisen, die vor dem Verzehr dampferhitzt werden.

## Belege
1. ↑  2023 Financial Statements. Selecta Group, abgerufen am 22. August 2024 (englisch).
2. ↑  Die Geschichte der Selecta. In: Freiburger Nachrichten. 25. Oktober 2007, abgerufen am 22. August 2024.
3. ↑  Tobias Marti: Weggesperrt und ausgebeutet: So lief das Geschäft mit den Zwangsarbeitern. In: Blick. 29. Juni 2019, abgerufen am 1. Juli 2019.
4. ↑  Desirée Backhaus: PE-Investor KKR kauft Automatenbetreiber Selecta. In: Finance Magazin. 12. Oktober 2015, abgerufen am 22. August 2024.